# Kanton Saint-Tropez
Kanton Saint-Tropez is een voormalig kanton van het Franse departement Var. Kanton Saint-Tropez maakte deel uit van het arrondissement Draguignan en telde 19.753 inwoners (1999). Het werd opgeheven bij decreet van 27 februari 2014, met uitwerking op 22 maart 2015. De gemeenten werden opgenomen in het nieuwe kanton Sainte-Maxime, met uitzondering van Rayol-Canadel-sur-Mer die werd toegevoegd aan het kanton La Crau.

## Gemeenten
Het kanton Saint-Tropez omvatte de volgende gemeenten:
- Cavalaire-sur-Mer
- Gassin
- La Croix-Valmer
- La Môle
- Ramatuelle
- Rayol-Canadel-sur-Mer
- Saint-Tropez (hoofdplaats)